# جنرالی اونترهاخینگ
جنرالی اونترهاخینگ (به انگلیسی: Generali Unterhaching) باشگاه والیبال مستقر در آلمان است. این تیم در بوندسلیگا ۱ بازی می‌کند.